# Parlement bâtard d'Oxford
Le Parlement bâtard (Mongrel Parliament) est la dénomination donnée par Charles Ier lui-même dans une lettre à sa femme Henriette à la tentative de déstabilisation du Long Parlement pendant la guerre civile anglaise.

## Contexte
La guerre civile débute en 1642. Les troupes royales ne peuvent reprendre Londres et Charles Ier s'installe à Oxford. La loi anglaise qu'il a contresignée en mai 1641 ne lui permet pas de dissoudre le Long Parlement sans l'accord de ce dernier. Sur les conseils d'Edward Hyde, il décide le 22 décembre 1643, de convoquer à Oxford les membres du Parlement. Cette initiative sera suivie par une majorité de la Chambre des lords et par un tiers de la Chambre des communes. La Chambre des communes est présidée par Sampson Eure. Mais aucune personnalité de premier plan n'y figurera. Le Parlement de Westminster, rebelle aux yeux des royalistes, reste le véritable parlement pour la majorité des Anglais.
Le Parlement d'Oxford tiendra deux sessions du 22 janvier au 16 avril 1644 et du 8 octobre 1644 au 10 mars 1645. Parallèlement des tentatives de négociation entre le Roi et le Long Parlement se poursuivirent par la conférence d'Uxbridge du 30 janvier au 24 février. Mais chaque parti resta sur des positions inconciliables. Sur le plan militaire, les revers des troupes royales et l'inefficacité du Parlement d'Oxford entraînèrent des défections en nombre et Charles ajourna définitivement l'Assemblée en mars 1645.